# Balthazar Huydecoper

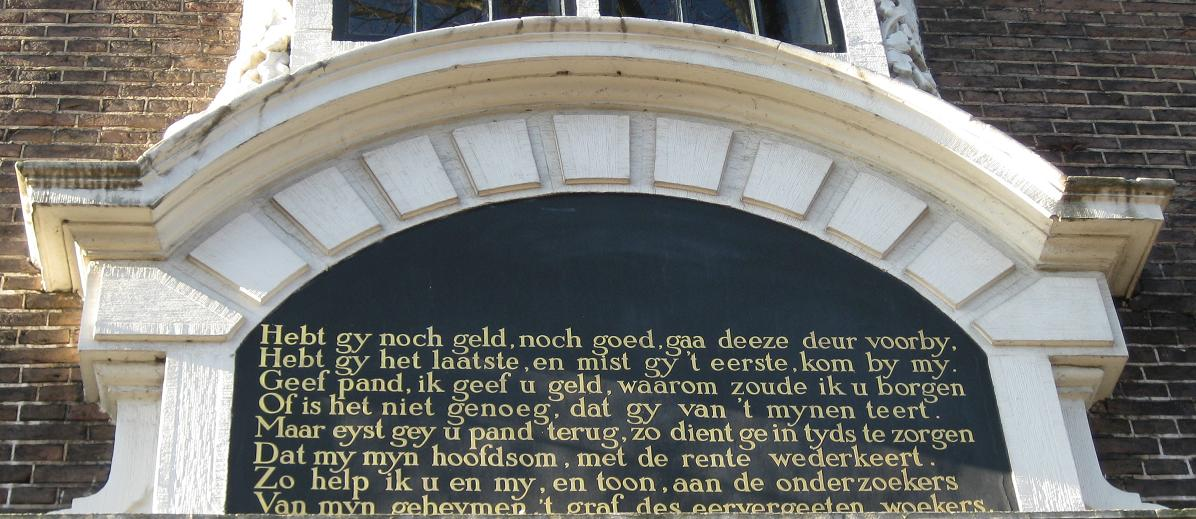
Tekst geschreven door Balthazar Huydecoper in 1740 op de voorgevel van de Stadsbank van Lening in Amsterdam, Oudezijds Voorburgwal 300

Balthazar Huydecoper (Amsterdam, 10 april 1695 – aldaar, 23 september 1778) was een Nederlandse letterkundige, historicus en taalkundige. Hij maakte deel uit van het patriciërsgeslacht Huydecoper.

## Leven
Balthazar groeide op in een kunstzinnig milieu. Zijn vader, Johannes Huydecoper (1656-1703), onderhield contacten met Lucas Rotgans, Pieter Bernagie, Govert Bidloo, Hermanus Angelkot, Romeyn de Hooghe, Petrus Francius en Johannes Georgius Graevius. Huydecoper kreeg als leerling van de Latijnse school  onder anderen onderricht van David van Hoogstraten, een invloedrijke taalkundige; daarna volgde hij onderwijs aan het Amsterdamse Athenaeum Illustre. In 1713 werd hij student in de rechten aan de universiteit van Utrecht.
Na zijn studie werd hij in 1723 regent van het burgerweeshuis en daardoor was hij belast met het bestuur van de Amsterdamse Schouwburg. Ontevreden over de gang van zaken in de schouwburg, bedankte hij in 1732 voor het regentschap. Datzelfde jaar werd hij aangesteld tot schout en dijkgraaf van Texel en baljuw van de Eierlanden. Deze functies bekleedde hij tot 1769.
In 1740 werd Balthazar Huydecoper een van drie voogden van de zoon van zijn broer Adriaan (1693-1740), Jan Pieter Theodoor Huydecoper (1728-1767). 
In 1745 betwistte Balthazar in een rechtszaak tegen zijn neef mr. Joan Huydecoper (1693-1752) namens de erfgenamen van zijn vader de overgang van de heerlijkheid Maarsseveen en het huis Goudestein in 1704 aan de jongere tak; Balthazar stelde dat deze toekwam aan de oudste tak van Balthazars vader Johannes (1656-1703) en door vererving via diens oudste zoon Adriaan (1693-1740) aan Jan Pieter Theodoor Huydecoper (1728-1767), voor wie Balthazar sinds 1740 als voogd optrad. In 1751 besliste het Hof van Holland dat Balthazar gelijk had, maar zijn neef Joan ging tegen dit vonnis in beroep. Na het overlijden van neef Joan in 1752 sloot hij na onderhandelingen met de weduwe een overeenkomst waarbij de claims op de heerlijkheid Maarsseveen werden ingetrokken tegen een compensatie van 38.000 gulden aan de oudere tak Huydecoper, onder wie Balthazar en neef Jan Pieter Theodoor; deze overeenkomst werd in de zomer van 1753 door de hoge raad bekrachtigd.
Hij overleed ongehuwd. Zes dagen na zijn dood werd hij begraven in de Nieuwe Kerk.

## Werk
Huydecoper schreef vier Frans-classicistische tragedies, waaronder treurspel Achilles (1719). Daarnaast vertaalde hij Horatius (1726, 1737) en gaf Brieven van P.C. Hooft (1738) uit. Zijn grootste bekendheid verwierf hij met de Proeve van Taal- en Dichtkunde; in vrijmoedige aanmerkingen op Vondels vertaalde Herscheppingen van Ovidius (1730). Na zijn dood verscheen een tweede, uitgebreide druk in vier delen; de eerste twee delen waren bezorgd door Frans van Lelyveld (1782, 1784), de laatste twee door Nicolaas Hinlópen (1788, 1791). Huydecoper bezorgde ook een editie van de Rijmkroniek van Melis Stoke (1772; drie delen).
- Bibliothèque nationale de France: cb14609520x (data)
- Biografisch Portaal: 65047550
- Digitale Bibliotheek voor de Nederlandse Letteren: huyd001
- Gemeinsame Normdatei: 120707624
- International Standard Name Identifier: 0000 0000 6310 166X
- Library of Congress Control Number: n82129330
- Nederlandse Thesaurus van Auteursnamen: 068797990
- LIBRIS: 287572
- Système universitaire de documentation: 26001186X
- Trove: 1217900
- Virtual International Authority File: 47013386
- WorldCat: E39PBJtRFQGJGcDbVMKyqvWqwC